# 라티나 칼초 1932
라티나 칼초 1932(S.S.D. Latina Calcio 1932는 이탈리아의 축구 클럽으로, 라치오주 라티나를 연고지로 한다. 현재 세리에 C에 참가하고 있다.

## 역사
라티나는 1945년에 US 라티나 칼초(Unione Sportiva Latina Calcio)라는 이름으로 설립되었고 지속적으로 재설립을 2009년까지 몇번 하였고, 현재의 명칭에 이르게 됐다.

## 상징색과 로고
팀의 상징색은 검은색과 파란색이다.

## 선수 명단

### 현역
참고: FIFA 자격 규정에 따라 소속된 국가대표팀 국기를 표시합니다. 선수는 복수의 FIFA 비회원국 국적을 가지고 있을 수 있습니다.
| 번호 | 포지션 | 국적 | 이름              |
| ---- | ------ | ---- | ----------------- |
| 7    | MF     |      | 로렌초 디 리비오  |
| 10   | MF     |      | 알레시오 리카르디 |

| 번호 | 포지션 | 국적   | 이름              |
| ---- | ------ | ------ | ----------------- |
| -    | DF     | 모로코 | 아나스 세르보우티 |

## 역대 감독
| 감독          | 임기        |
| ------------- | ----------- |
| 조르조 푸이아 | 1983 ~ 1984 |